# 823

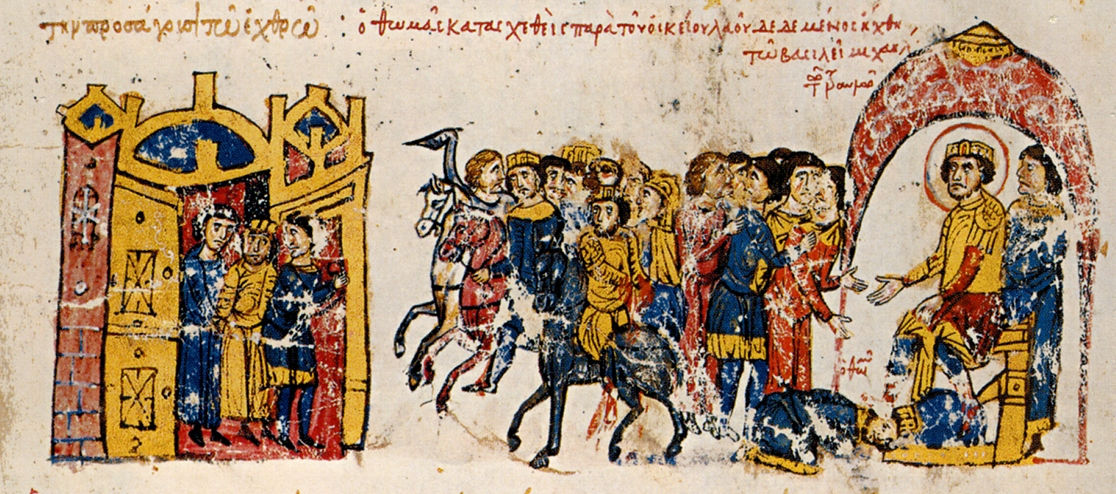
De overgave van Thomas de Slaviër (823)

Het jaar 823 is het 23e jaar in de 9e eeuw volgens de christelijke jaartelling.

## Gebeurtenissen

### Byzantijnse Rijk
- Keizer Michaël II verslaat het opstandige Byzantijnse leger onder bevel van Thomas de Slaviër. Die weet te ontsnappen naar Arkadiopolis (huidige Turkije), maar moet zich na uithongering van de stad overgeven. Thomas wordt gevangengenomen en op een ezel aan Michaël uitgeleverd. Hij overlijdt na ernstige martelingen en de opstand wordt onderdrukt.

### Europa
- Lotharius I, oudste zoon van Lodewijk I ("de Vrome"), hervormt het bestuur in zijn Frankische koninkrijk en wordt in Rome door paus Paschalis I opnieuw tot medekeizer gekroond.

### Arabische Rijk
- Een Arabisch expeditieleger (10.000 man) verovert Kreta, het Byzantijnse garnizoen is te zwak om het eiland te verdedigen tegen de Arabieren. (waarschijnlijke datum)

### Japan
- Keizer Saga doet afstand van de troon ten gunste van zijn jongere broer Junna. Hij volgt hem op als de 53e keizer van Japan.

## Religie
- Paus Paschalis I stuurt Ebbo, aartsbisschop van Reims, met een delegatie naar Denemarken en Noorwegen om daar het evangelie te verkondigen.
- Drogo, een onwettige zoon van Karel de Grote, volgt Gondulfus op als bisschop van Metz.
- Eerste schriftelijke vermelding van Jacobswoude en Varsseveld (plaats).

## Geboren
- 13 juni - Karel de Kale, koning van de Franken (overleden 877)
- Mohammed I, Arabisch emir (overleden 886)
- Pepijn II, koning van Aquitanië (waarschijnlijke datum)

## Overleden
- Gondulfus, bisschop van Metz (of 822)
- Thomas de Slaviër, Byzantijns generaal
- Timoteüs I (96), Syrisch patriarch